# .co
.co ist die länderspezifische Top-Level-Domain (ccTLD) Kolumbiens. Sie existiert seit dem 24. Dezember 1991.
Neben der ursprünglichen Bedeutung wird .co immer häufiger mit den Begriffen Corporation, Community, Content und Connection assoziiert. Die Vergabestelle bewirbt die Top-Level-Domain aufgrund dessen gezielt als Alternative zu .com, unter der nur wenige kurze Domains noch verfügbar sind.

## Geschichte
Die Verwaltung der Domain wurde zunächst von der Universidad de los Andes übernommen. Die Universität wollte 2001 versuchen, die Domain zu vermarkten. .co ist attraktiv, da es von der Schreibweise dem bestehenden .com sehr ähnelt und auch bei vielen länderspezifischen Top-Level-Domains eine Domain auf zweiter Ebene für kommerzielle Unternehmen darstellt, z. B. bei .uk als .co.uk. Dies wurde jedoch von der Regierung Kolumbiens strikt abgelehnt. Die Universität wollte daraufhin die Verwaltung der Domain aufgeben, da sie sich dazu nicht länger in der Lage sah. Nach acht Jahren schließlich wurde die Verwaltung der Domain von der neu gegründeten .CO Internet SAS übernommen.

## Eigenschaften
Unter der Leitung der Universität konnten Adressen ausschließlich auf dritter Ebene registriert werden, außerdem hatten nur Staatsbürger und Unternehmen Kolumbiens das Recht, eine .co-Adresse zu registrieren. Nach der Übernahme der .co-Domain durch die neue Vergabestelle wurde die Registrierung für jede Person auch auf zweiter Ebene zugelassen. Die bisherigen Adressen auf dritter Ebene bleiben jedoch zunächst erhalten, die folgenden Domains auf zweiter Ebene existieren:
- .com.co für kommerzielle Unternehmen
- .edu.co für Bildungseinrichtungen
- .gov.co für die kolumbianische Regierung
- .mil.co für das kolumbianische Militär
- .net.co für Internetdienstleister
- .nom.co für Privatpersonen
- .org.co für gemeinnützige Organisationen

Zunächst konnten nur alphanumerische Zeichen für .co genutzt werden. Erst seit dem 15. April 2012 ermöglicht es die Vergabestelle, auch Zeichen aus dem Chinesischen, Japanischen und Koreanischen zu verwenden. Die Einführung wurde ohne Sunrise Period durchgeführt, bei der Inhaber bestehender Adressen üblicherweise bevorzugt werden. Außerdem werden seit Mitte Oktober 2013 auch Nicht-ASCII-Zeichen verschiedener europäischer Sprachen unterstützt, darunter Russisch, Französisch, Portugiesisch, Polnisch, Lettisch, Litauisch und Ungarisch sowie Spanisch.

## Verbreitung
Anlässlich des zweiten Geburtstags von .co hat die Vergabestelle detaillierte Statistiken über die Verbreitung der Domain veröffentlicht. Aus diesen geht zum Beispiel hervor, dass 54 Prozent aller Inhaber ihren Sitz in den USA haben und nur zwei Prozent aller Registrierungen aus Deutschland stammen. Etwa drei Prozent aller Kunden besitzen zwischen 11 und 50 .co-Domains.
Auch auf der Handelsplattform Sedo erzielte .co schon kurz nach Änderung der Vergabekriterien im Juli 2012 vergleichsweise hohe Umsätze, wobei die Preise deutlich über denen anderer länderspezifischer Top-Level-Domains liegen. Experten bemessen .co eine ähnlich hohe Bedeutung zu wie .com, da beispielsweise Amazon zahlreiche Adressen wie a.co, k.co und z.co gekauft hatte. Größere Bekanntheit wurde MySpace zuteil: Das soziale Netzwerk ersteigerte seine .co-Domain für ein Vielfaches der üblichen Gebühren, nachdem die myspace.co während der sogenannten Sunrise Period nicht beantragt worden war.
Die bekannteste .co-Adresse, die zugleich auch die meisten Aufrufe verzeichnet, ist t.co von  X (ehemals Twitter).